# Нижнее (озеро, Кестеньгское сельское поселение, северо-западное)
Нижнее — пресноводное озеро на территории Кестеньгского сельского поселения Лоухского района Республики Карелии.

## Общие сведения
Площадь озера — 11,2 км², площадь водосборного бассейна — 191 км². Располагается на высоте 124,7 м над уровнем моря.
Форма озера лопастная, продолговатая: оно более чем на восемь километров вытянуто с запада на восток. Берега изрезанные, каменисто-песчаные, преимущественно возвышенные, местами заболоченные.
Через озеро течёт река Елеть, впадающая в озеро Новое, через которое протекает река Кереть, которая, в свою очередь, впадает в Белое море.
В озере более десяти безымянных островов различной площади, однако их количество может варьироваться в зависимости от уровня воды.
К северу от озера проходит просёлочная дорога.
Код объекта в государственном водном реестре — 02020000711102000002453.